# 68ns Premis Tony
La 68ena edició dels Premis Tony va ser celebrada el 8 de juny de 2014 per reconèixer els èxits de les produccions de Broadway durant la temporada 2013–14. La cerimònia es va celebrar al Radio City Music Hall a la ciutat de Nova York i va ser emesa en directe per la cadena de televisió CBS. Hugh Jackman va ser el presentador, sent així, la quarta vegada presentant els premis.

## Elegibilitat
Les produccions que van ser estrenades durant la temporada 2013–14 i abans del 24 d'abril de 2014, tenien la possibilitat de ser nominades.
| Obres originals - Act One - All the Way - Bronx Bombers - Casa Valentina - Lady Day at Emerson's Bar and Grill - Mothers and Sons - Outside Mullingar - The Realistic Joneses - The Snow Geese - A Time to Kill - The Velocity of Autumn | Musicals originals - After Midnight - Aladdin - Beautiful: The Carole King Musical - Big Fish - The Bridges of Madison County - Bullets Over Broadway - First Date - A Gentleman's Guide to Love and Murder - If/Then - A Night with Janis Joplin - Rocky the Musical - Soul Doctor | Revivals d'obres - Betrayal - The Cripple of Inishmaan - The Glass Menagerie - Macbeth - Machinal - No Man's Land - Of Mice and Men - A Raisin in the Sun - Richard III - Romeo and Juliet - Twelfth Night - Waiting for Godot - The Winslow Boy | Musical revivals - Cabaret - Hedwig and the Angry Inch - Les Misérables - Violet |

## Cerimònia
La gala va incloure els següents presentadors:
| - Kevin Bacon - Matt Bomer - Wayne Brady - Zach Braff - Kenneth Branagh - Patricia Clarkson - Bradley Cooper - Alan Cumming - Fran Drescher - Clint Eastwood - Emilio Estefan - Gloria Estefan | - Vera Farmiga - Tony Goldwyn - Anna Gunn - Maggie Gyllenhaal - Ethan Hawke - Carole King - Zachary Levi - Orlando Bloom - Tina Fey - Jonathan Groff - LL Cool J - Samuel L. Jackson | - Judith Light - Lucy Liu - Kate Mara - Leighton Meester - Audra McDonald - Alessandro Nivola - Zachary Quinto - Emmy Rossum - Rosie O'Donnell - T.I. - Patrick Wilson |

## Premis i nominacions
Els guanyadors estan destacats en negreta:
| Millor obra ‡ | Millor musical ‡ |
| --- | --- |
| - All the Way – Robert Schenkkan - Act One – James Lapine - Casa Valentina – Harvey Fierstein - Mothers and Sons – Terrence McNally - Outside Mullingar – John Patrick Shanley | - A Gentleman's Guide to Love and Murder - After Midnight - Aladdin - Beautiful: The Carole King Musical |
| Millor revival d'una obra ‡ | Millor revival d'un musical ‡ |
| - A Raisin in the Sun - The Cripple of Inishmaan - The Glass Menagerie - Twelfth Night | - Hedwig and the Angry Inch - Les Misérables - Violet |
| Millor actor d'una obra | Millor actriu d'una obra |
| - Bryan Cranston – All the Way com a President Lyndon B. Johnson - Samuel Barnett – Twelfth Night com a Viola - Chris O'Dowd – Of Mice and Men com a Lennie Small - Mark Rylance – Richard III com a Ricard III - Tony Shalhoub – Act One com a Older Moss Hart / Barnett Hart / George S. Kaufman                                       | - Audra McDonald – Lady Day at Emerson's Bar and Grill com a Billie Holiday - Tyne Daly – Mothers and Sons com a Katherine Gerard - LaTanya Richardson Jackson – A Raisin in the Sun com a Lena Younger - Cherry Jones – The Glass Menagerie com a Amanda Wingfield - Estelle Parsons – The Velocity of Autumn com a Alexandra                   |
| Millor actor d'un musical | Millor actriu d'un musical |
| - Neil Patrick Harris – Hedwig and the Angry Inch com a Hedwig - Ramin Karimloo – Les Misérables com a Jean Valjean - Andy Karl – Rocky the Musical com a Rocky Balboa - Jefferson Mays – A Gentleman's Guide to Love and Murder com a the D'Ysquith family - Bryce Pinkham – A Gentleman's Guide to Love and Murder com a Monty Navarro | - Jessie Mueller – Beautiful: The Carole King Musical com a Carole King - Mary Bridget Davies – A Night with Janis Joplin com a Janis Joplin - Sutton Foster – Violet com a Violet Karl - Idina Menzel – If/Then com a Elizabeth Vaughn - Kelli O'Hara – The Bridges of Madison County com a Francesca Johnson                                   |
| Millor actor de repartiment d'una obra | Millor actriu de repartiment d'una obra |
| - Mark Rylance – Twelfth Night com a Olivia - Reed Birney – Casa Valentina com a Charlotte - Paul Chahidi – Twelfth Night com a Maria - Stephen Fry – Twelfth Night com a Malvolio - Brian J. Smith – The Glass Menagerie com a Jim O'Connor                                                                                             | - Sophie Okonedo – A Raisin in the Sun com aRuth Younger - Sarah Greene – The Cripple of Inishmaan com a Helen McCormick - Celia Keenan-Bolger – The Glass Menagerie com a Laura Wingfield - Anika Noni Rose – A Raisin in the Sun com a Beneatha Younger - Mare Winningham – Casa Valentina com a Rita                                          |
| Millor actor de repartiment d'un musical | Millor actriu de repartiment d'un musical |
| - James Monroe Iglehart – Aladdin com athe Genie - Danny Burstein – Cabaret com a Herr Schultz - Nick Cordero – Bullets Over Broadway com a Cheech - Joshua Henry – Violet com a Flick - Jarrod Spector – Beautiful: The Carole King Musical com a Barry Mann                                                                            | - Lena Hall – Hedwig and the Angry Inch com aYitzhak - Linda Emond – Cabaret com a Fräulein Schneider - Anika Larsen – Beautiful: The Carole King Musical com a Cynthia Weil - Adriane Lenox – After Midnight com a Various Characters - Lauren Worsham – A Gentleman's Guide to Love and Murder com a Phoebe D'Ysquith                          |
| Millor llibret de musical | Millor banda sonora original (música i/o lletres) |
| - A Gentleman's Guide to Love and Murder – Robert L. Freedman - Aladdin – Chad Beguelin - Beautiful: The Carole King Musical – Douglcom aMcGrath - Bullets Over Broadway – Woody Allen | - The Bridges of Madison County – Jason Robert Brown (music and lyrics) - Aladdin – Alan Menken (music), Howard Ashman (lyrics), Tim Rice (lyrics) and Chad Beguelin (lyrics) - A Gentleman's Guide to Love and Murder – Steven Lutvak (music and lyrics) and Robert L. Freedman (lyrics) - If/Then – Tom Kitt (music) and Brian Yorkey (lyrics) |
| Millor direcció d'una obra | Millor direcció d'un musical |
| - Kenny Leon – A Raisin in the Sun - Tim Carroll – Twelfth Night - Michael Grandage – The Cripple of Inishmaan - John Tiffany – The Glass Menagerie | - Darko Tresnjak – A Gentleman's Guide to Love and Murder - Warren Carlyle – After Midnight - Michael Mayer – Hedwig and the Angry Inch - Leigh Silverman – Violet |
| Millor escenografia d'una obra | Millor escenografia d'un musical |
| - Beowulf Boritt – Act One - Bob Crowley – The Glass Menagerie - Es Devlin – Machinal - Christopher Oram – The Cripple of Inishmaan | - Christopher Barreca – Rocky the Musical - Julian Crouch – Hedwig and the Angry Inch - Alexander Dodge – A Gentleman's Guide to Love and Murder - Santo Loquasto – Bullets Over Broadway |
| Millor vestuari d'una obra | Millor vestuari d'un musical |
| - Jenny Tiramani – Twelfth Night - Jane Greenwood – Act One - Michael Krass – Machinal - Rita Ryack – Casa Valentina | - Linda Cho – A Gentleman's Guide to Love and Murder - William Ivey Long – Bullets Over Broadway - Arianne Phillips – Hedwig and the Angry Inch - Isabel Toledo – After Midnight |
| Millor il·luminació d'una obra | Millor il·luminació d'un musical |
| - Natasha Katz – The Glass Menagerie - Paule Constable – The Cripple of Inishmaan - Jane Cox – Machinal - Japhy Weideman – Of Mice and Men | - Kevin Adams – Hedwig and the Angry Inch - Christopher Akerlind – Rocky the Musical - Howell Binkley – After Midnight - Donald Holder – The Bridges of Madison County |
| Millor disseny de so d'una obra | Millor disseny de so d'un musical |
| - Steve Canyon Kennedy – Lady Day at Emerson's Bar and Grill - Alex Baranowski – The Cripple of Inishmaan - Dan Moses Schreier – Act One - Matt Tierney – Machinal | - Brian Ronan – Beautiful: The Carole King Musical - Peter Hylenski – After Midnight - Tim O'Heir – Hedwig and the Angry Inch - Mick Potter – Les Misérables |
| Millor coreografia | Millors orquestracions |
| - Warren Carlyle – After Midnight - Steven Hoggett and Kelly Devine – Rocky the Musical - Casey Nicholaw – Aladdin - Susan Stroman – Bullets Over Broadway | - Jason Robert Brown – The Bridges of Madison County - Doug Besterman – Bullets Over Broadway - Steve Sidwell – Beautiful: The Carole King Musical - Jonathan Tunick – A Gentleman's Guide to Love and Murder |

‡ Premi atorgat als productors del musical o obra.

### Premis i nominacions per producció
| Producció                              | Nominacions | Premis |
| -------------------------------------- | ----------- | ------ |
| A Gentleman's Guide to Love and Murder | 10          | 4      |
| Hedwig and the Angry Inch              | 8           | 4      |
| After Midnight                         | 7           | 1      |
| Beautiful: The Carole King Musical     | 7           | 2      |
| The Glass Menagerie                    | 7           | 1      |
| Twelfth Night                          | 7           | 2      |
| Bullets Over Broadway                  | 6           | 0      |
| The Cripple of Inishmaan               | 6           | 0      |
| Act One                                | 5           | 1      |
| Aladdin                                | 5           | 1      |
| A Raisin in the Sun                    | 5           | 3      |
| The Bridges of Madison County          | 4           | 2      |
| Casa Valentina                         | 4           | 0      |
| Machinal                               | 4           | 0      |
| Rocky the Musical                      | 4           | 1      |
| Violet                                 | 4           | 0      |
| Les Misérables                         | 3           | 0      |
| All the Way                            | 2           | 2      |
| Cabaret                                | 2           | 0      |
| If/Then                                | 2           | 0      |
| Lady Day at Emerson's Bar and Grill    | 2           | 2      |
| Mothers and Sons                       | 2           | 0      |
| Of Mice and Men                        | 2           | 0      |
| A Night with Janis Joplin              | 1           | 0      |
| Outside Mullingar                      | 1           | 0      |
| Richard III                            | 1           | 0      |
| The Velocity of Autumn                 | 1           | 0      |

## In Memoriam
| - Mitch Leigh - Sarah Marshall - Sid Caesar - Sheila MacRae - Martin Gottfried - Miller Wright - James Gandolfini - Phyllis Frelich - William Dodds - Chuck Patterson - Julie Harris - Kelly Garrett - Faith Geer - Ashton Springer - Philip Seymour Hoffman - Jane Connell - Frank Gero - Mickey Rooney | - David Rogers - Shirley Herz - Clayton Corzatte - Mitchell Erickson - Seth Popper - Regina Resnik - Leslie Lee - Eydie Gorme - Kathleen Raitt - Michael Filerman - Martin Gold - Jacques LeSourd - Anna Crouse - Stephen Porter - Nicholas Martin - Paul Rogers - Gene Feist - Maya Angelou |